# 데릭 쇼빈
데릭 마이클 쇼빈(Derek Michael Chauvin, 1976년 3월 19일~)은 미국의 경찰관으로 미네소타주 미니애폴리스에서 조지 플로이드 살해 사건으로 유죄 판결을 받았다.  쇼빈은 2001년부터 2020년까지 미네소타 경찰국의 일원이었으며 2006년 법 집행에서 학사 학위와 함께 메트로폴리탄 주립 대학교를 졸업하였다.
2020년 5월 25일 다른 3명의 경찰관들과 체포가 있던 동안 조지 플로이드가 수갑에 채워지고 거리에 엎드려 "I can't breathe" (나 숨 못 쉬어)라고 소리친 동안 쇼빈은 대량 5분간 플로이드의 목에 자신의 무릎을 꿇었다.  그는 5월 26일 미네소타 경찰국으로부터 해고를 당하고 5월 29일 체포되었다.  살인 사건은 쌍둥이 도시와 미국의 전국에 걸쳐 일련의 항의들을 시작하였으며 이후에 세계를 주의로 퍼져나갔다.
2021년 3월 8일 쇼빈은 미네소타 제4 사법 지방 법원에서 배심원 앞에서 의도되지 않은 2급 살인죄, 3급 살인죄와 2급 고살로 재판을 받았다.  4월 20일 그는 혐의로 유죄 판결을 받았다.  6월 25일 그는 자신의 심한 선고의 3분의 2 혹은 이 2급 살인죄로 15년을 지낸 후 좋은 행동과 같은 요인에 감독 석방 우발 가능성과 함께 징역 22 ½년을 선고 받았다.
12월 쇼빈은 무리한 힘을 사용하고 플로이드의 심각한 의학적 필요성을 무시하면서 플로이드의 인권 침해의 연방 기소에 유죄를 인정하였다.

## 어린 시절과 교육
미네소타주 오크데일에서 태어났다.  그의 모친은 주부였고 부친은 공인회계사였다.  쇼빈이 7세때 그의 부모는 이혼하였고 그에 대한 공동 양육권을 받았다.
쇼빈은 미네소타주 코티지그로브에 있는 파크 고등학교를 다녔으나 완료하지 않고 후에 GED 증명서를 얻었다.  그는 다코타 카운티 기술 대학에서 수량의 음식 준비에서 자격증을 따고 맥도날드와 뷔페 레스토랑에서 예비 요리사로 일하였다.  그는 1996년부터 2004년까지 미국 육군 예비역 (1996년부터 2000년까지 헌병에서 한정을 포함)에서 복무하였다.  그 시간 동안 그는 1995년부터 1999년까지 인버 힐스 커뮤니티 칼리지를 다니기도 하고 후에 메트로폴리탄 주립 대학교로 옮겨 2006년 법 집행에서 학사 학위와 함께 졸업하였다.

## 경력
쇼빈은 2001년 미네소타 경찰국에 가입하였다.  경찰대에 있던 동안 그는 3개의 경찰 총격 (그 중에 하나는 치명적)에 연루되었다.  그는 2006년 몇몇의 경찰관에게 총을 겨눈 한 용의자에 총을 쏜 그들 중의 하나로, 그리고 자신이 문을 부수고 자신의 권총에 도달한 용의자를 쏘았던 가정 폭력 사건에 2008년 또 다른 것으로 용맹 훈장을 받았다.  그는 자신과 자신의 파트너가 권총을 들고 도주하는 용의자를 태클한 후 2008년 기념 훈장을 받았다.  2009년 쇼빈은 나이트클럽에서 경비원으로서 비번 근무 후에 기념 훈장을 받았다.

### 위법 행위 고소
쇼빈은 자신의 공식적 기록에 18개의 고소를 가졌는 데 그중에 2개는 견책의 공식적 편지들을 포함한 규율에 끝났다.
2017년 9월 4일 쇼빈은 2명의 어린 자녀의 모친에 의한 고소에 응답한 경찰관들 중에 있었다.  비디오 장면들은 쇼빈이 14세의 소년을 손전등으로 머리에 아주 세게 쳐 그 소년이 실로 꼬매야 할 정도였고, 그러고나서 거의 17분간 자신의 무릎으로 그를 잡아 소년이 숨을 쉴수 없다는 그의 불평을 무시한 것을 보여주었다.  플로이드 재판에서 편견을 피하려고 한 재판관은 문제를 제기하는 것으로부터 검사들을 금지하였다.
라틴 나이트클럽 "엘 누에보 로데오"의 전 소유자에 의하면 조지 플로이드도 또한 경비원으로 일했던 동안 쇼빈이 비번 경비원으로 일했으나 그들이 서로 알고 있었는지 확실하지 않았다.  소유자는 그의 체포 이래 쇼빈을 비판하여 쇼빈의 전술을 "과잉"으로 묘사하고 "쇼빈은 클럽이 흑인 피보호자가 있었을 때 밤에 불필요하게 공격적이었으며 페퍼 스프레이와 군중을 소탕하여 싸움을 진압하고 뒷받침으로 몇대의 경찰차를 불렀다."고 말하였다.

## 조지 플로이드 살인 혐의로 기소

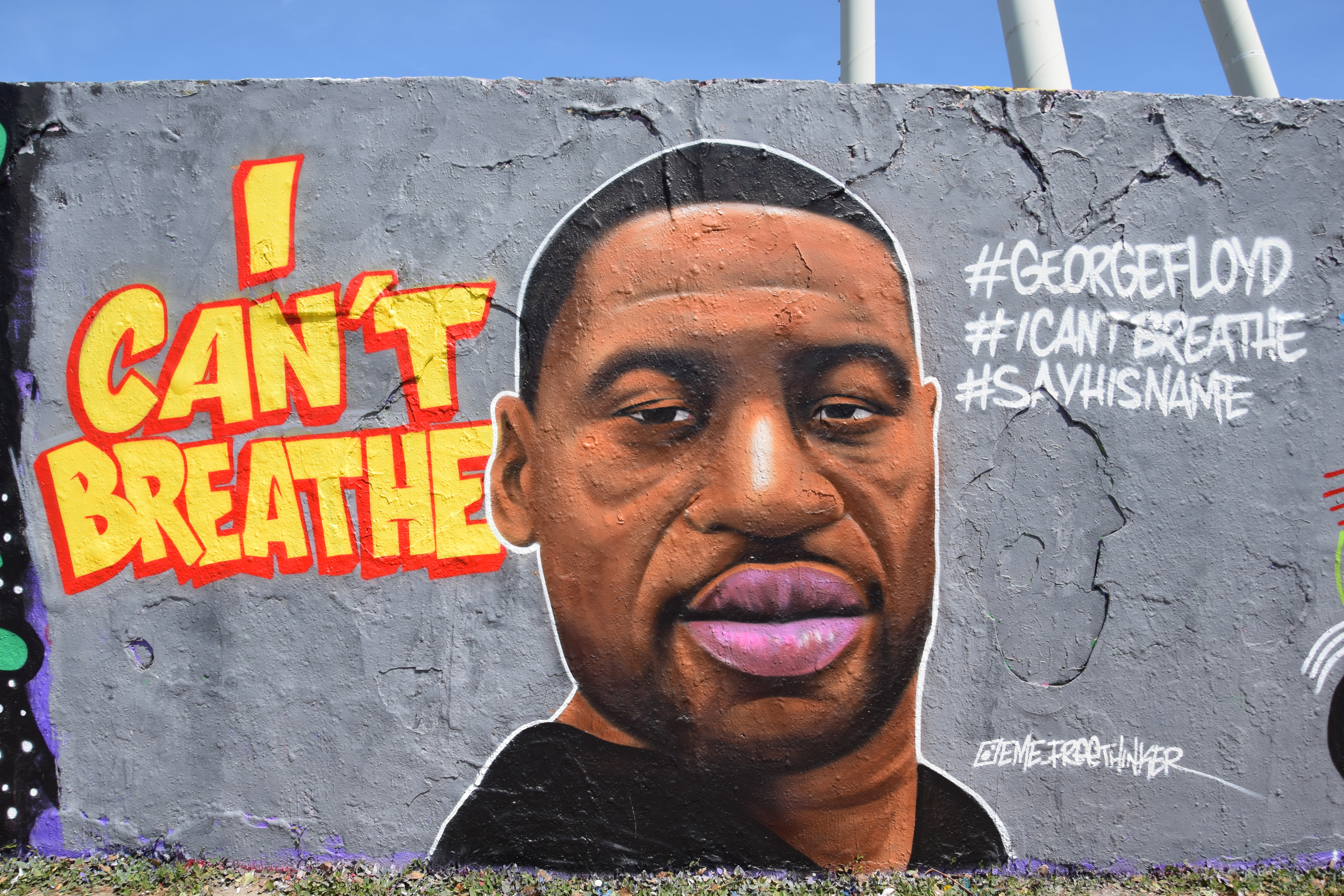
독일 베를린 마우어공원의 한 벽에 그려진 조지 플로이드의 추모화

2020년 5월 25일 쇼빈은 마켓에서 20 달러의 위조 화폐를 사용한 혐의로 조지 플로이드의 구속에 연루된 4명의 경찰관들 중의 하나였고, 연루된 다른 경찰관들 중에 1명을 위하여 현장 훈련관이었다.  비지니스의 근처로부터 보안 카메라 영상은 플로이드가 구속에 저항한 것을 보이지 않았다.  형사 고발은 보대캠 영상을 기반으로 플로이드는 경찰차 외부에 서있던 동안 되풀이적으로 자신이 숨을 쉴수 없다고 말하고 차 안으로 들어가는 것을 저항하고 쓰러졌으며 땅에 엎드렸다고 진술하였다.  플로이드가 수갑이 채워지고 엎드렸던 동안 쇼빈이 9분 이상 동안 플로이드의 목에 자신의 무릎을 꿇었다.  쇼빈이 플로이드의 목에 자신의 무릎을 놓은 후, 플로이드는 되풀이적으로 "I can't breathe" (난 숨 못쉬어), "Mama" (엄마)와 "Please" (제발) 라고 말했다고 한다.  시간의 일부로 2명의 다른 경찰관들은 플로이드의 등에 무릎을 꿇었다.  최종의 2분 동안 플로이드는 움직이지 않았고 맥박도 없었다.  몇몇의 방관자들은 넓게 유포되고 방송되었던 비디오를 찍었다.
쇼빈과 연루된 다른 경찰관들은 사건에 이어진 날에 해고되었다.  무릎에서 목으로 구속들이 특정 상황 아래 미네소타주에서 허용되었던 동안 쇼빈의 기술 이용은 과도하게 법 집행 전문가들에 의하여 넓게 비판을 받아왔다.  6월 23일 미네소타 경찰서장 마다이라 아라돈도는 쇼빈이 체위 질식의 위험에 훈련을 받았다고 말했고 플로이드의 사망은 살인으로서 특성을 부여하였다.

### 체포 및 기소
그해 5월 29일 쇼빈은 체포되었다.  헤네핀 카운티 검사 마이크 프리먼은 3급 살인과 2급 고살의 덜 포함된 범죄와 함께 그를 기소하여 그를 흑인 시민의 사망에 기소되는 데 미네소타주에서 첫 백인 경찰관으로 만들었다.  미네소타주의 법률 아래 3급 살인은 죽일 의도 없이 다른 사람의 죽음을 초래하는 것으로 식별되었어나 "타락한 마음을 밝히고 사람의 생명을 아끼지 않았다."  2급 고살도 또한 치명적인 의도를 암시하지 않으나 가해자가 심각한 피해 혹은 사망의 "불합리한 위험"을 창조한 것이다.
5월 31일  미네소타 지방 검사 키스 엘리슨은 팀 월즈 주지사의 요청에 사건을 맡았다.  6월 3일 엘리슨은 중죄 모살화의 법리 아래 비의도적인 2급 살인을 포함하는 데 쇼빈에 대한 혐의를 수정하여 쇼빈이 플로이드를 3급에 폭행을 가하는 과정에서 살해했다고 주장하였으며, 미네소타주 판결 가이드라인들은 그 혐의의 유죄 판결에 징역 12 ½년을 추천하였다.  쇼빈을 위한 보석금은 1.25 백만 달러에 책정되었다.  쇼빈의 체포에 대비하여 그의 변호사와 검사들은 주와 연방 혐의 둘다를 덮는 데 사전형량조정제도를 협상하는 데 비성공적 시도들을 이루었다.  추가적으로 엘리슨은 또한 1백만 달러에 책정된 보석금과 함께 2급 살인을 원조와 방조한 것으로 다른 3명의 경찰관들을 기소하였다.

### 재판이 열리기 전
쇼빈은 1백만 달러의 채권을 게시한 후, 10월 7일 조건 보석으로 풀려났다.  10월 22일 헤네핀 카운티 재판관 피터 캐힐은 3급 살인 혐의를 기각했으나 또한 또다른 더욱 심각한 살인 혐의들을 기각하는 데 쇼빈의 움직임을 거부하였다.  11월 5일 캐힐 재판관은 쇼빈과 다른 전체의 3명의 경찰관들이 헤네핀군에서 함께 기소될 것이라고 판결을 내렸다.
하지만 2021년 1월 13일 캐힐 재판관은 자신의 초기 판결을 전환시켜 쇼빈이 다른 3명의 경찰관들로부터 따로 재판을 받을 것이라고 결정하였다.  3월 11일 캐힐은 쇼빈에 대한 3급 살인 혐의를 되살렸다.

### 재판

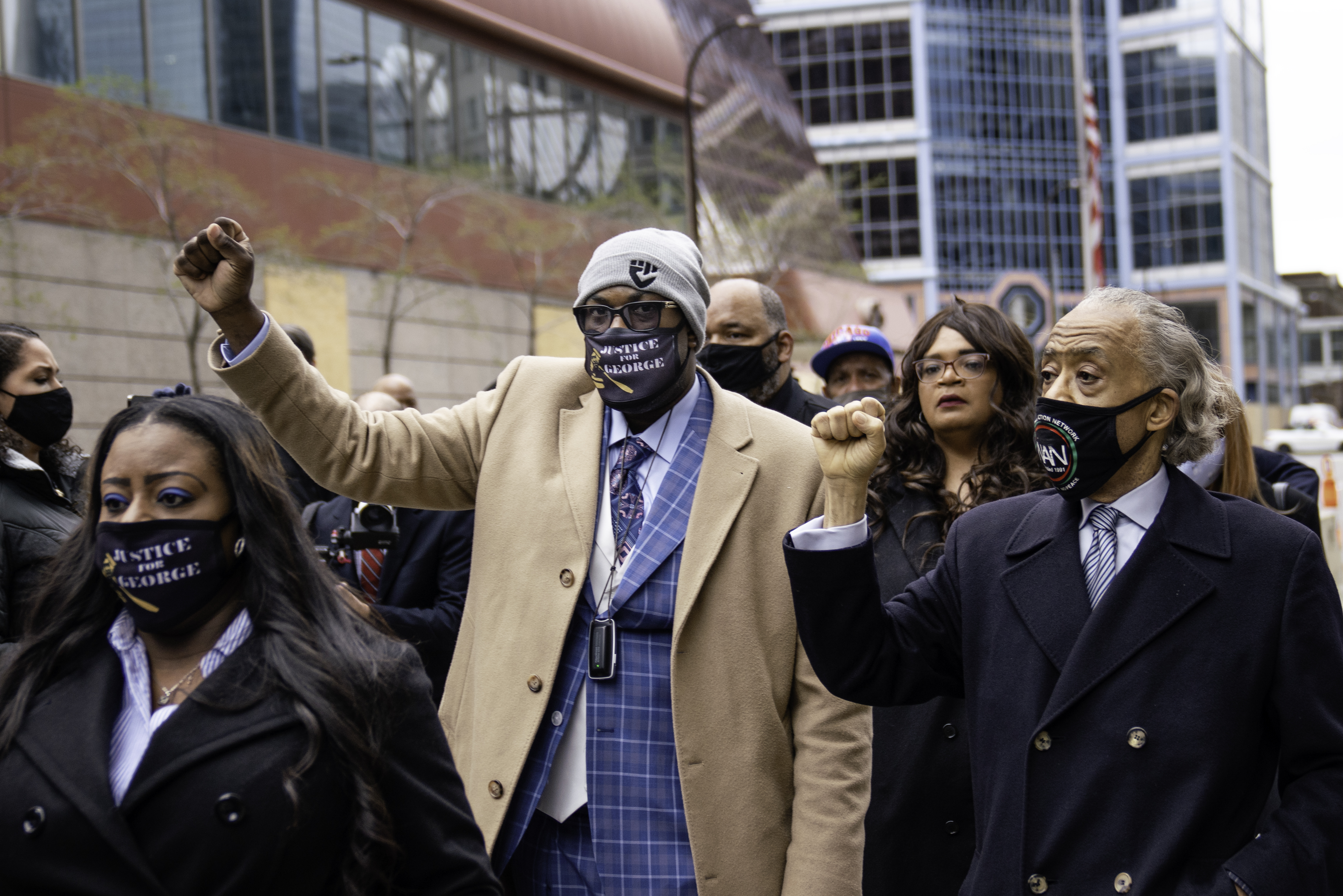
미니애폴리스 대규모 집회에서 항의하는 필로니스 플로이드와 앨 샤프턴 목사 (2021년 4월 19일)

쇼빈의 재판은 3월 8일 헤네핀 카운티 정부 센터에서 시작되었다.  그 일은 완전한 범죄 재판을 보이는 데 미네소타주에서 재판관이 카메라들을 승인하는 데 처음으로 표시되었다.  4월 20일 6명의 백인과 6명의 유색 인종으로 이루어진 배심원은 3개의 죄목 - 의도하지 않은 2급 살인, 3급 살인과 2급 고살에 쇼빈에게 유죄를 선고하였다.  그는 흑인을 살해하는 것으로 유죄 판결을 받는 데 미네소타주의 첫 백인 경찰관이었다.  그 일은 미네소타주에서 살인죄로 유죄 판결을 받아온 경찰관으로서 2번째 만이었고, 백인 여성 저스틴 데이먼드의 살해에 소말리아계 미국인 경찰관 모하메드 누어의 3급 살인 유죄가 처음이었다.
그의 유죄 판결에 이어 캐힐 재판관은 쇼빈의 보석금을 취소하는 데 기소 동의를 받아들이는 데 동의하였고, 쇼빈은 다시 경찰에 구금되었다.

### 호소
쇼빈은 자신의 2급 살인 유죄 판결을 호소하였다.  미네소타 주립 대법원은 쇼빈의 재정 상태가 자격이 있었다는 것을 증명하지 않았던 것을 국선 변호인이 주장한 것으로 쇼빈의 요청을 거절하였다.  그는 이후에 자신을 대표하는 데 변호사 윌리엄 모어먼을 기용하였다.

### 투옥
그의 유죄 판결에 이어 쇼빈의 보석금은 취소되었고 그는 자신을 미네소타주 교정 부서로 옮긴 헤네핀 카운티 보안관 사무실에 의하여 구금으로 남아있었다.  그는 그러고나서 자신의 2020년 구속에 이어 자신이 이전적으로 감금되었던 오크 파크 하이츠 교도소로 수감되었다.
쇼빈은 자신이 "그의 안전에 대한 두려움에 대한" 끊임없는 감시 아래 있는 교도소의 고립 부분에서 하루 23시간 동안 독방에 갇혀있었다.  쇼빈은 6월 25일 자신의 선고를 들을 때까지 오크 파크 하이츠 교도소에 갇혀있었다.  5월 12일 캐힐 재판관은 쇼빈이 "특히 잔인하게" 대했던 것을 찾아낸 후 대량의 징역 선고를 추구하는 데 기소를 허용하였다.
6월 3일 기소가 사회의 인간의 양심에 반하여 가혹한 처벌이 필요했던 그가 플로이드를 살해했을 때 그가 보여준 극도의 잔인함에 대해 기초를 둔 쇼빈을 위하여 징역 30년을 추구하고 있었다는 것이 보고되었다.  쇼빈은 투옥되지 않기를 간청하였고 대신 경찰관으로서 자신의 도덕적인 임무들을 초과했던 동안 플로이드의 사망을 일으킨 것에 대한 집행 유예를 추구하였다.  2급 고살과 3급 살인 혐의들이 판결되지 않은 상태로 남은 동안 쇼빈은 6월 25일 2급 살인 혐의에 징역 22 ½년을 선고받았다.

## 민권 위반 사례
미국 법무부는 2017년 9월 쇼빈이 14세의 소년을 몇분간 제지했을 때 소년의 등에 자신의 무릎을 꿇고 손전등으로 몇번 때렸던 사건은 물론 쇼빈이 플로이드의 민권을 위반했나를 조사하는 데 2021년 2월 대배심을 소집하였다.
구속 중에 쇼빈은 소년이 숨을 못쉬고 잠시 의식을 잃었던 소년의 탄원을 무시하였다.  2017년 사건은 쇼빈의 살해 재판에서 증거로서 허용되지 않는 것으로 간주되었다.  쇼빈의 살해 유죄 판결에 이어 조사는 법무부가 보고적으로 2017년 사건을 위하여 쇼빈에 대한 형사 고발 여부를 저울질 것과 함께 아직 진행 중이었다.
연방 수사원들은 쇼빈과 다른 3명의 경찰관들을 연방 민권 위반으로 기소할 계획을 세웠고 그를 2017년과 2020년 사건들 둘다에 기소하는 데 대배심에 의문하였다.  2021년 5월 7일 미국 법무부는 공식적으로 조지 플로이드의 살해에 그들의 연루로 묘사된 헌법적 민권 위반으로 3명의 공동 경찰관들과 더불어 쇼빈을 기소하였다.  그해 8월 23일부터 이 기소 철자들은 연기된 재판들이 이듬해 3월 7일에 시작되는 것으로 일으켰다.  또한 2021년 5월 7일 쇼빈은 앞서 말한 2017년 9월 사건에서 자신이 체포한 14세 소년의 민권을 위반한 것으로 같은 대배심에 의하여 기소되기도 했다.  연방 혐의들은 미네소타주와 워싱턴 D. C.에서 법무부 검사들에 의하여 기소될 것이었다.
9월 16일 쇼빈은 2017년 사건 기소에 관련된 혐의들로 무죄를 주장하였다.

### 유죄 인정
2021년 12월 쇼빈은 연방 혐의에 수정된 항변을 제안하는 데 청문회를 요청하였다.  그는 12월 15일 플로이드와 2017년 14세 소년의 권리들을 위반한 것에 관한 연방 혐의로 유죄를 인정하였다.
쇼빈은 경찰관에 의한 무리한 힘으로 자유로워질 권리를 포함한 무모한 발작으로부터 자유로워질 플로이드의 헌법적 권리 위반을 일부로 인정하였다.  쇼빈은 또한 플로이드의 심각한 의학적 필요성으로 경찰관의 신중한 무관심으로부터 자유로워질 권리를 포함하여 적법절자 없이 빼앗기지 않는 플로이드의 헌법적 권리를 위반을 일부로 인정하기도 했다.
쇼빈이 14세 소년의 목을 잡고 손전등으로 그의 머리를 때리고 목과 등에 자신의 무릎을 꿇고 수갑을 채 저항하지 않은 2017년 사건에 대해 쇼빈은 경찰관의 무리한 힘으로부터 자유로워질 14세 소년의 헌법적 권리 위반을 인정하였다.
선고는 결심되지 않았다.  월스트리트 저널에 의하면 사전형량조정제도는 교도소에서 종신형 대신 미네소타주의 선고과 함께 동시에 지내는 데 연방 검사들이 300개월 선고를 요청할 반면에 도달되었다.

## 탈세 사건

### 기소
2020년 7월 22일 그에게 살인 혐의가 제기된 후, 쇼빈과 자신의 당시 부인은 2014년부터 2019년까지 사기성 주 소득세 신고서 혐의에 관련된 탈세의 9가지 중범죄에 미네소타주 워싱턴군에서 따로 기소되었다.  검사들은 쇼빈의 비번 경비 업무로부터 95,000 달러 이상을 포함하여 464,433 달러에 의한 공동 소득을 과소신고 했다고 진술한다.  불평은 또한 2018년 미네소타주에서 매입한 BMW에 적절한 판매세율을 내는 데 실패, 쇼빈의 부인의 비지니스로부터 소득을 선언하는 데 실패와 임대 주택에서 부적절한 공제를 주장한다.

### 재판
자신의 탈세 사건을 위하여 워싱턴 카운티 지방 법원에 쇼빈의 첫 출현은 2021년 9월 8일에 일어났다.  2021년 11월 30일로 봐서 다음 청문회는 2022년 1월 21일 예정이 잡힌 재판 이전의 청문회이며 재판의 시작 날짜를 위하여 아무 날짜도 예정이 잡히지 않았다.

## 램지 카운티 감옥의 차별 불만
5월 29일 자신의 체포에 이어 쇼빈은 램지 카운티 감옥에 입건되어 처리되었다.  2020년 6월 그 감옥을 위하여 일하는 8명의 교도관들은 미네소타주 인권부와 자신들의 감독자들에 대한 차별 불만을 제기하였다.  그들은 쇼빈이 주립 교도소로 옮겨지기 전 잠시 체류 동안 비백인 교도관들이 쇼빈이 수감된 5층에서 일을 해서는 안됐던 것을 주장하였다.  불만은 또한 백인 상관 보좌가 쇼빈의 침대에 앚은 것을 한 교도관이 목격을 한 것과 그녀가 쇼빈이 그녀의 핸드폰을 쓰도록 허락했던 것을 주장하였다.  불만으로 응답으로 미네소타주 인권부는 그것은 차별이 있었는지 결심하는 데 조사를 열고 있었다는 것을 말했다.
그들의 책임은 결코 견인력을 얻지 못했던 불만에 이어 2021년 2월 스타 트리뷴은 단체가 법적 조치를 취하고 주의 인권부와 차별 혐의를 제기했다는 것을 보고하였다.  그들의 변호사는 그의 고객들이 감독 스티브 라이던과 램지 카운티 감옥을 "그들의 감시 아래 발생한 차별을 위한 책임"으로 붙잡기 위하여 소송을 제기하였다.  소송은 교도관들은 자신들이 쇼빈의 도착 때문에 재배치될 것이라는 통보를 받았다고 주장한다.  원고들 중에 하나는 그가 정규적으로 고위 수감자를 처리하고 예약했던 동안 그는 감독이 그에게 멈추라고 말하고 백인 교도관과 자신을 대체했을 때 자신이 쇼빈을 쓰다듬고 있었다는 것을 말했다.  단체를 위한 변호사는 그들이 경험한 차별의 이유로 그들은 "깊은 굴욕감과 괴로움"을 느꼈다는 것을 말했다.  소송은 또한 여성 상관이 쇼빈의 침대에 앉아 "그를 위로하는 데 나타났던 동안" 그의 등을 쓰다듬고 쇼빈이 핸드폰을 쓸 수 있도록 한 점에서 그녀가 "특별한 접근 권한"을 받았다는 것을 보인 감시 카메라를 2명의 다른 교도관들이 봤다고 말한다.  보안관 사무실에 의하여 스타 트리뷴에 제공된 성명서에서 라이던은 자신이 "쇼빈에게서 그들을 보호함으로서 소수 직원들을 '보호하고 지지하려고' 노력하고 있었다고 말했다.

## 개인 생활
부동산 중개인이자 사진가인 쇼빈의 전 부인은 2018년 미세스 미네소타 미인 대회에서 우승한 라오스에서 건너온 흐몽족 난민이다.  그녀는 쇼빈이 플로이드 살인 사건으로 체포되기 하루 전에 이혼을 제기하여 2021년 2월 확정되었다.  부부는 함께 아무 자녀를 두지 않았다.